# Feria de Cali
Die Feria de Cali ist ein alljährlich im Dezember stattfindendes Stadt- und Volksfest und Musikfestival in Cali, Valle del Cauca, Kolumbien. Es gehört zu den wichtigsten und traditionsreichsten Festen des Landes und des Kontinents. Die wichtigsten Ereignisse sind im Salsódromo die Umzüge, Salsa-Festivals, Reiterumzüge, Stierkampf zu Pferde, Stierkampf, Treffen der Musikliebhaber und Sammlertreffen, Schönheitswettbewerbe, Modeschauen und Gastronomieausstellungen, klassische und antike Fahrzeugparaden und das bekannte „Superconcierto“.

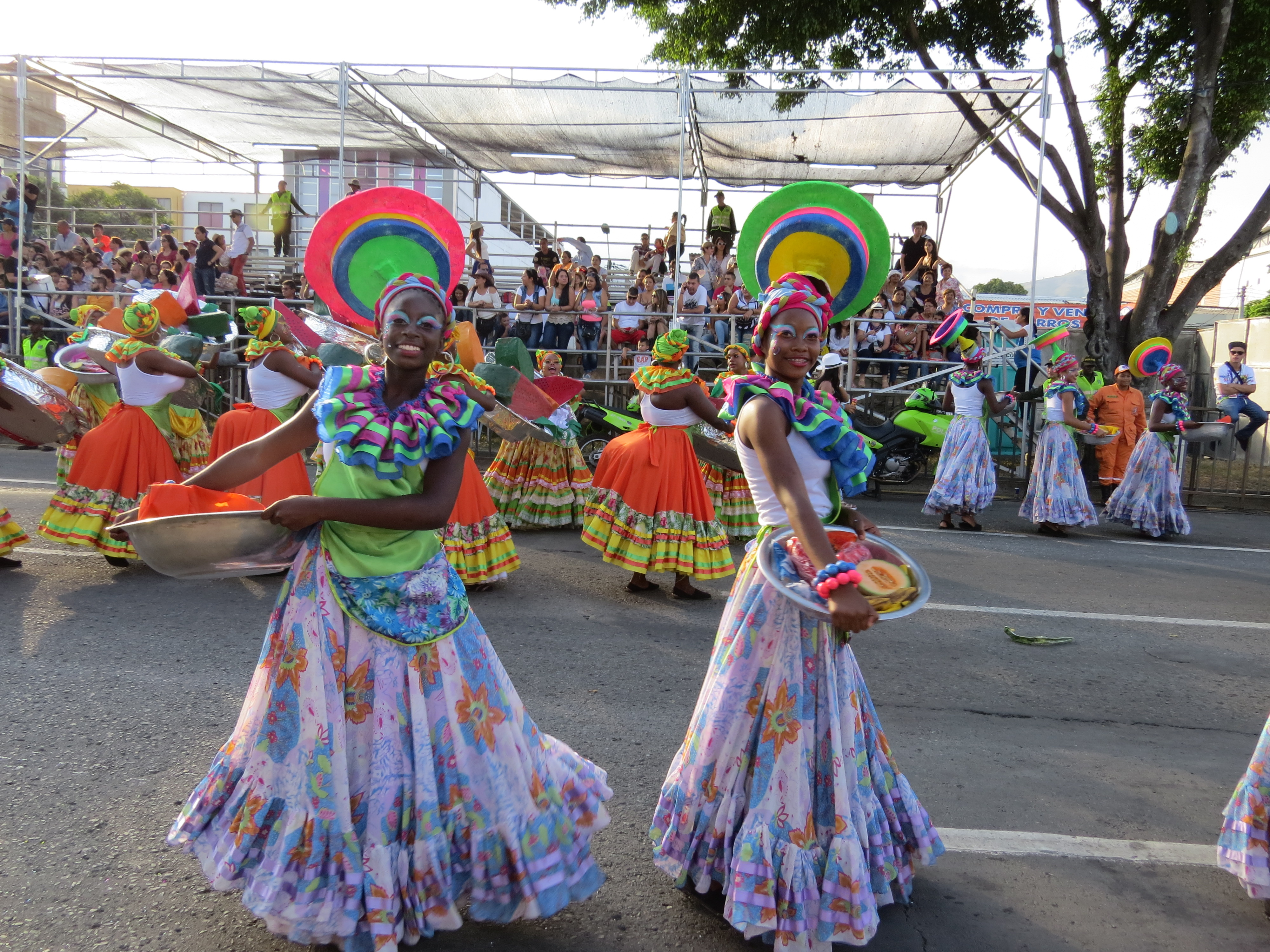
Feria de Cali mit Kostümen des „Carnival de Cali Viejo“

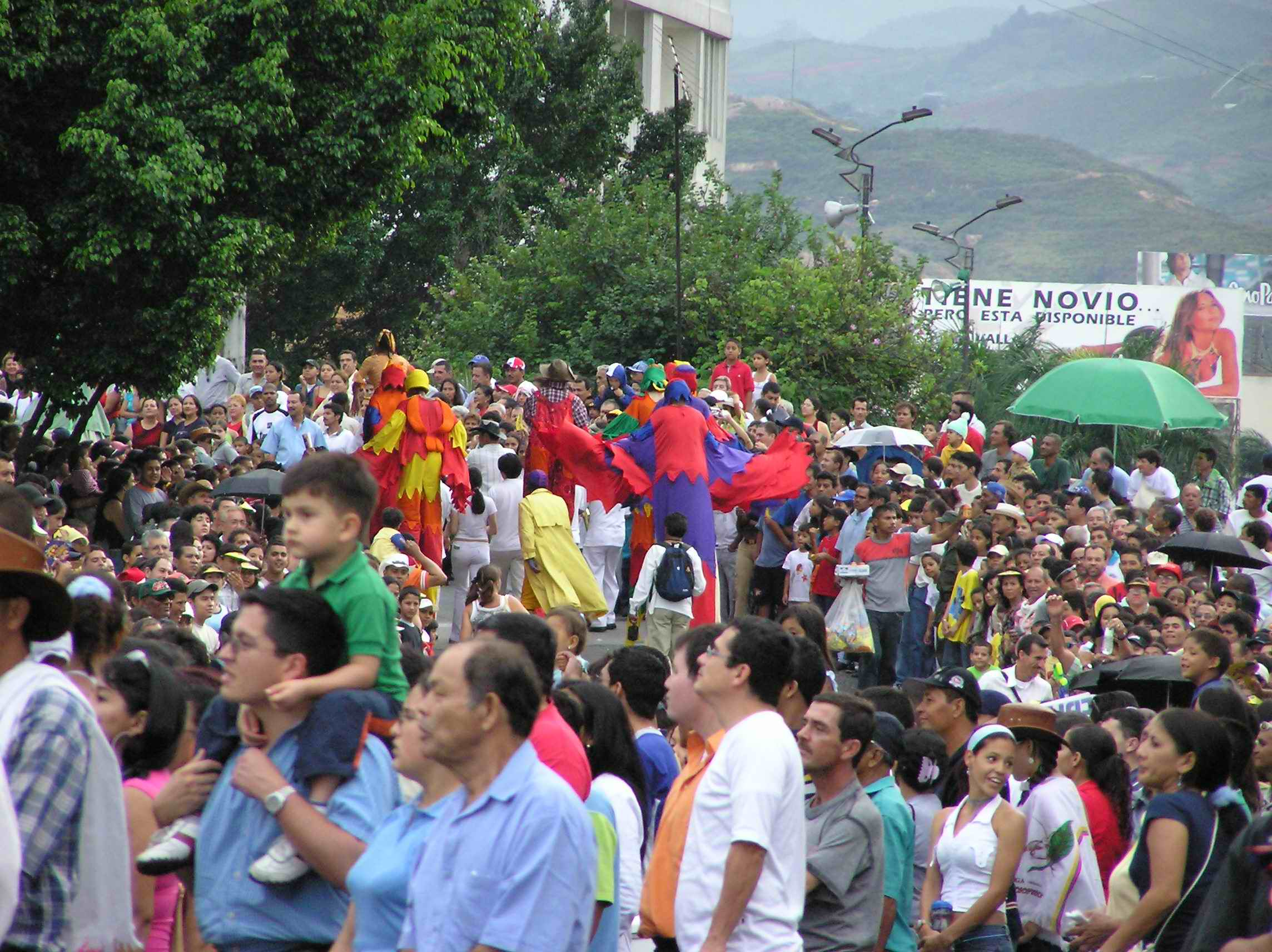
Feria de Cali Straßenszene

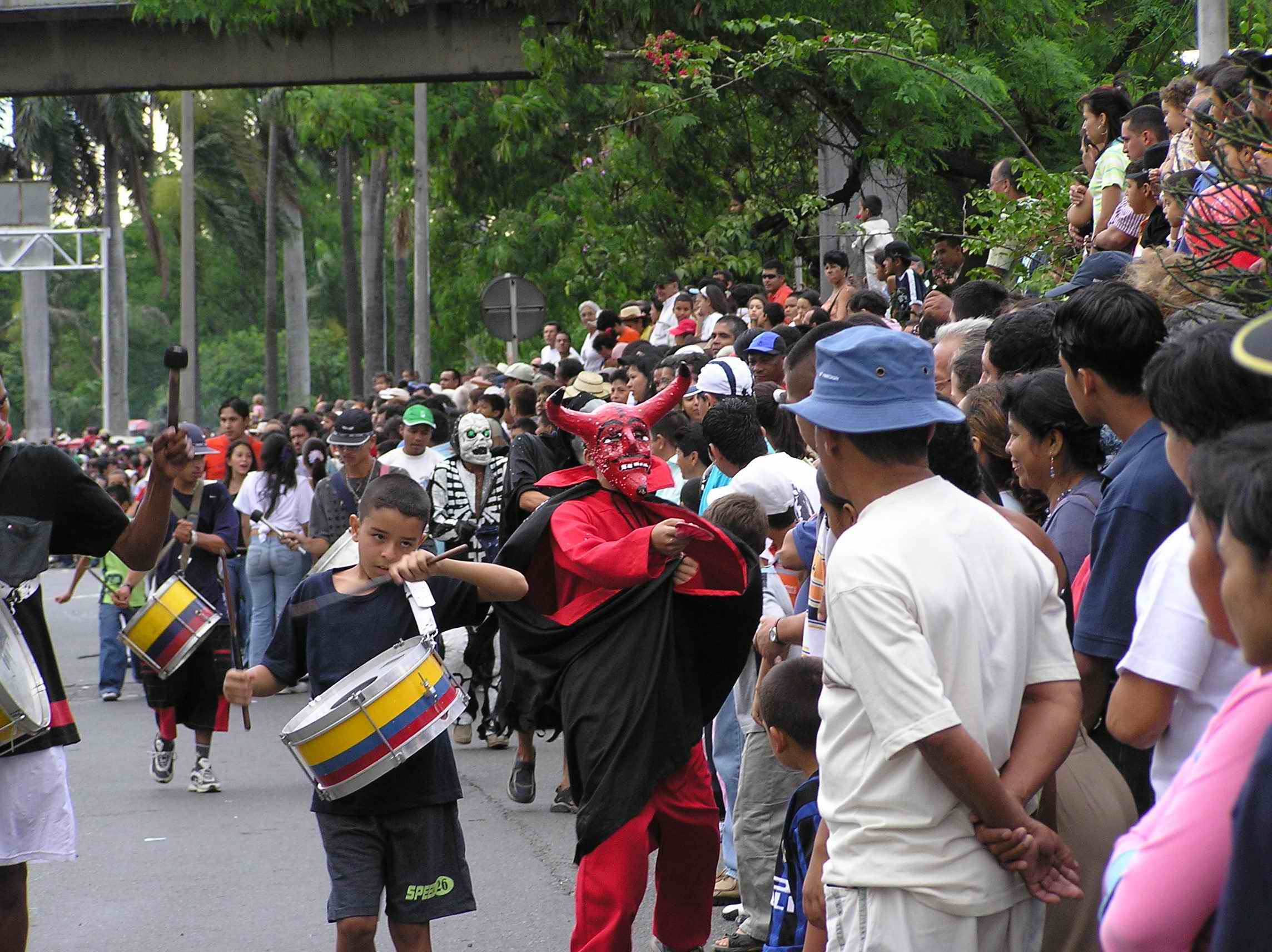
Feria de Cali Straßenszene

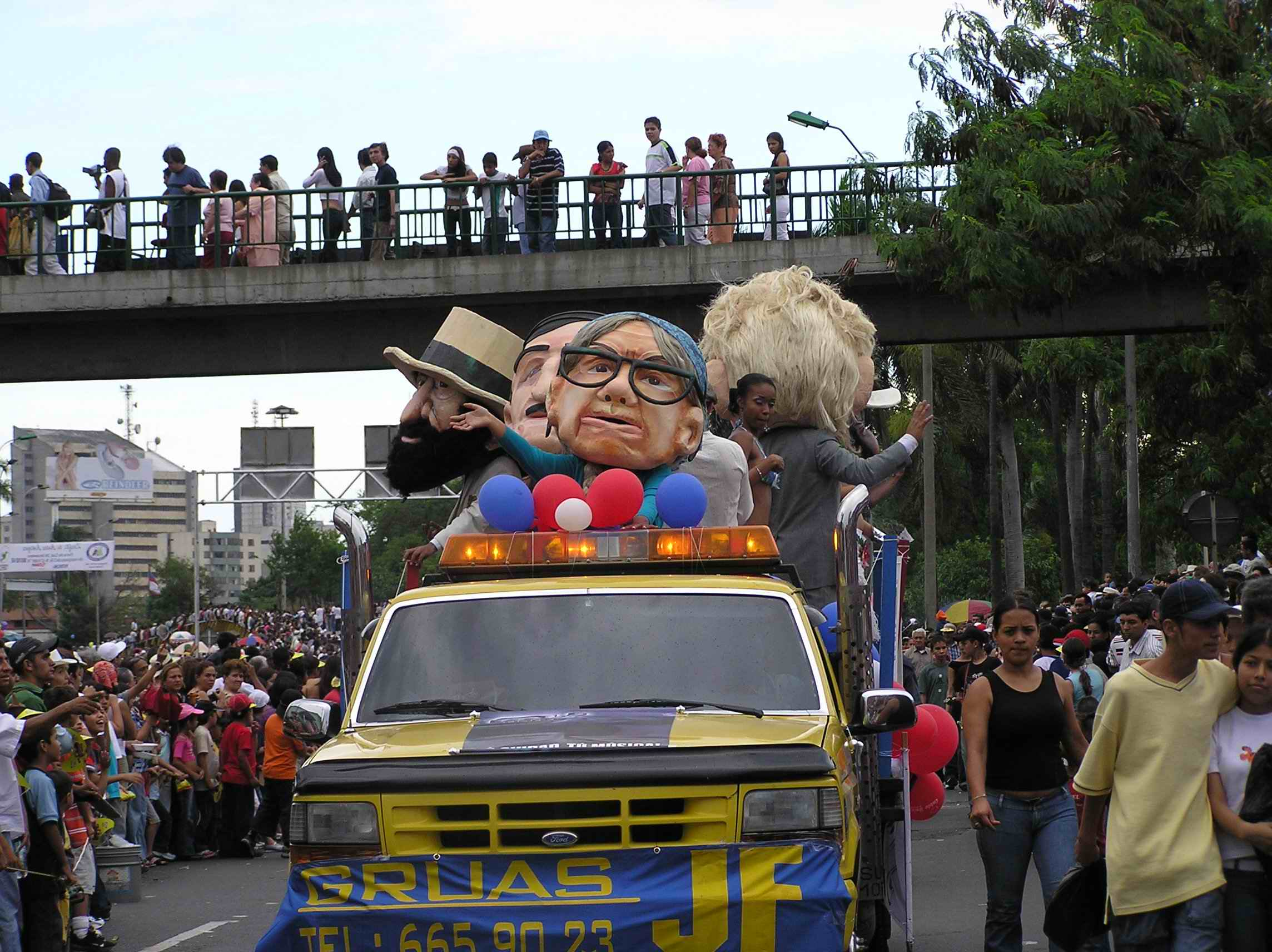
Feria de Cali Straßenszene

## Bedeutung
Die Feria de Cali, oder auch ursprünglich Feria de la Caña, Feria de la Salsa oder Feria de la Rumba genannt, findet seit dem Jahr 1957 nach Weihnachten zwischen dem 25. und 30. Dezember des Jahres statt. Sie gehört mittlerweile mit zu den bekanntesten und größten Musikfesten des amerikanischen Kontinents und präsentiert eine Vielzahl tropischer Tanzrhythmen von Vallenato, Cumbia, Merengue, Salsa bis zu moderneren Stilrichtungen wie Reggaeton. Zu diesem Zweck werden von Musikgruppen und Orchestern aus den USA, Kuba, Kolumbien, Mittel- und Südamerika wie dem karibischen Raum eine Reihe von Livekonzerten gegeben.

## Ursprung
Nach einem Unfall im Jahr 1956, der von mit Sprengstoff beladenen militärischen LKWs verursacht wurde und zu 110 Opfern in der Bevölkerung führte, wurde 1957 die „Feria de la Caña“ ins Leben gerufen.

## Programm
Neben den musikalischen Darbietungen finden unter anderem Großereignisse wie Stierkämpfe, der Auftrieb der Stiere in die Arena, die Cavalgata am Tag der Eröffnung, Wahl von Schönheitsköniginnen, Wahl der besten Musikgruppen sowie die Wahl des besten Musikthemas als Motto der jeweiligen Feria statt.
Die Stierkämpfe beginnen gewöhnlich am 26. Dezember an der Plaza de Cañaverlejo und dauern bis zum 1. Januar des neuen Jahres an. Die Stierkampftradition in Cali gehört zu der ältesten in Kolumbien, sind mittlerweile jedoch stark umstritten. Hauptattraktion sind musikalische Events, die teilweise kostenfrei und öffentlich dargeboten werden, teilweise auch in Diskotheken mit Eintritt und Platzreservierungen. Die Feria de Cali gehört zu den größten touristischen Attraktionen der Region und zieht jedes Jahr zahlreiche Besucher an.

## Orte der Tanzveranstaltungen
- Salsa Cabaret im Centro de Convenciones Alferez Real
- Bamboleo im Torre de Cali
- Changó
- Serafina / Barrio Granada
- El Saloon / Barrio Granada
- Rumbódromo
- Jala-Jala Club
- Avenida 6ta, zahlreiche Clubs auf der Avenida Sexta Norte
- Lolas Club
- El Parque del Perro / Barrio San Fernando
- Amada
- Juanchito[5]
- Matrak